# Гірнича промисловість Туркменістану
Гірнича промисловість Туркменістану — одна з основних в країні. Її частка у ВВП становить понад 21 %. Розвинуті нафтова і газова промисловість, видобуток і переробка гірничохімічної та індустріальної сировини, нерудних будматеріалів, зокрема, каоліну і граніту та ін.
У 2002 році провідною у структурі гірничодобувного сектору країни була нафтогазова галузь. Туркменістан займає 4-е місце серед країн СНД за видобутком природного газу і 5-е за видобутком нафти. Маючи в своєму розпорядженні великі запаси природного газу (15—20 трлн м³) і нафти (1,5—2,0 млрд т), Туркменістан висунувся в ряди важливих експортерів паливних ресурсів. Однак проблеми транспортування і розвідки ускладнюють розвиток цього сектора, що формує приблизно 70 % ВНП.

## Нафтова промисловість
До 1921 видобуток нафти на Челекені становив 4,4 тис. тонн. Рівень видобутку нафти у 1975 — 15,5 млн тонн. Однак родовища швидко виснажуються. Видобуток нафти становив 5,2 млн тонн у 1992 проти 5,7 млн тонн в 1988. Видобуток газу і газоконденсату становив 60,1 млрд м³ в 1992 проти 88,3 млрд м³ в 1988. Видобуток нафти і конденсату в 1998 р. в порівнянні з 1997 р. збільшився на 8,3 % до 6,5 млн т, природного газу скоротився від 17 500 до 14 000 млн м³.
Видобуток нафти і конденсату Туркменістану в 2003 р. за експертною оцінкою збільшиться на 50 % — до 13,5 млн тонн, газу — на 26 %, до 67,6 млрд м³. У 2002 р. видобуток нафти і конденсату перевищив 9 млн тонн (у порівнянні з 2001 р. зростання на 12,4 %), видобуток газу становив 53,5 млрд м³ (зростання на 4 %). До 2010 року в країні планується збільшення видобутку нафти до 50 млн тонн на рік.
Державна компанія Туркменнафта планує довести видобуток нафти і конденсату до 10 млн тонн на рік, включаючи 574 тис. тонн на родовищі Яшілдепе. Іноземні компанії, що працюють за контрактами на умовах СРП, планують добувати 2,6 млн тонн; державні концерни Туркменгаз і Туркменгеологія — 200 тис. тонн і 100 тис. тонн відповідно. Основні райони видобутку вуглеводнів — родовища Челекен, Гундогар Східний-Челекен, Акпатлавук і Готурдепе. Пошуково-розвідувальні роботи заплановані в районах родовищ Корпедже, Гунорта Південне — Гамішліджа, Акпатлавук і Готурдепе. Туркменгаз планує завершити створення газової інфраструктури і почати пробний видобуток на родовищах Газілдепе і Балгуї; збільшити видобуток газу на родовищах Гундогар Східний і Гунбатар Західний-Шатлик. Газові проєкти компанії Туркменнафта включають з'єднання трубопроводами експлуатаційних свердловин на родовищі Корпедже (Korpedje) і здійснення програми пошуково-розвідувальних робіт, промислової експлуатації і будівництва інфраструктури на газоконденсатних родовищах Кеїтр, Акпатлавук і Чекічлер.
Освоюються родовища вуглеводнів і в Західному Туркменістані. На родовищі Шатут закінчена перша розвідувальна свердловина (3500 м). Отримані притоки 250 т нафти і 400 тис. м³ газу на добу. У 2003 ведуться роботи по підключенню свердловини до магістральних трубопроводів. Буриться друга розвідувальна свердловина. Освоєння родовища проводиться відповідно до загального проєкту розвитку видобутку нафти і газу в Західному Туркменістані. Проєкт розвитку видобутку нафти і газу в Західному Туркменістані розрахований на 16 років (2001—2016). Сумарні капіталовкладення по ньому становлять 379 млн дол. Крім Шатута, в проєкт включені родовища Небітлідже, Зах. Небітлідже, Герчек, Хазар, Сх. Хазар і Акпатлавук (RIGZONE).
На початку XXI ст. розробку нафт. родов. Т. в акваторії Каспійського моря здійснює англо-арабська компанія Драгон Ойл («Dragon Oil»), малайзійська «Петронас» і данська «Маєрськ Ойл». 1999 року «Драгон Ойл» підписала з туркменським урядом угоду про розділ продукції по договірній території «Челекен», на якій розташовані три морські нафтові родовища: Челекенянгуммез, Джейтун і Джігалібег. На початок 2003 року Dragon Oil завершила буріння і ввела в експлуатацію 5 свердловин. Віддача нафтових пластів підвищилася з 6 до 15 тис. барелів нафти на добу. Будується друга самохідна плавуча бурова установка, для неї вже підготовлена точка буріння. Перша морська платформа успішно діє на родовищі Джейтун. До 2006 рівень видобутку нафти буде доведений до 5 млн тонн. Протягом всього періоду дії угоди загальний обсяг видобутої нафти повинен становити приблизно 80 млн тонн. Передбачуваний прибуток Туркменістану від підписаного СРП становитиме $4,7 млрд.
Росія також демонструє зацікавленість у експлуатації туркменських родовищ Каспію. Фірми «ИТЕРА», «Роснефть» і «Зарубежнефть» у 2002 р. створили альянс «Зарит» для розробки 29, 30 і 31 блоків на туркменському шельфі Каспію з 2004 р. Ці блоки розташовані в південно-східній частині Каспію — біля туркмено-іранського водного кордону. Там же розташований блок 28, який є предметом переговорів по угоді про розділ продукції з німецькою компанією «Вінтерсхал».
Обсяг переробки нафти у 2002 р. зріс на 10 % і становив 5734,4 тис. тонн. Експорт нафти — 1817,3 тис. тонн. Виробництво бензину збільшено на 44 %, вуглеводневих зріджених газів — на 91 %. Державний торговий концерн «Туркменнафтогаз» пропонує нові види продукції — поліпропілен і мастила [Нафтогазова Вертикаль].
У 2003 р. Туркменістан мав позитивну динаміку розвитку нафтопереробної промисловості. Два нафтопереробних заводи Туркменістану: Туркменбашинський і Сейдінський за п'ять місяців 2003 р. на 20 % збільшили переробку нафти. При цьому виробництво бензину зросло на 13 %, дизпалива — на 40 %, поліпропілену — на 31 %, коксу нафтового і сланцевого — на 19 %, топкового мазуту — на 70 %. Зростання виробництва нафтопродуктів обумовлюється збільшенням видобутку сировини туркменськими нафтовиками і стабілізацією постачання нафти з прикордонного туркмено-узбецького родовища Кокдумалак, де видобуток здійснюється підприємствами Узбекистану. Імпорт Туркменістаном узбецької нафти у 2003 р. становить 1 млн тонн.
У 2004 році Туркменістан планує видобути 15 млн тонн нафти. З них 11 млн тонн повинні видобути підприємства державного концерну «Туркменнафта». Безпосередньо в країні намічено переробити 8,2 млн тонн нафти і випустити 7,7 млн тонн нафтопродуктів.
Туркменістан значними темпами нарощує свій експортний потенціал цінних вуглеводнів і робить це успішніше інших прикаспійських країн. Якщо в 2002 році зростання експорту переробленої нафти склало близько 10 % від видобутку, то за 9 місяців 2003 — близько 20 %. Покупцями нафтопродуктів виступають трейдери з країн Європи, Північної Америки, Східної Азії, Близького Сходу, в тому числі BP, швейцарські Glencore International і Vitol, австрійська Argomar Oil, японська компанія Itochu. При цьому обсяг виробництва і експорту «темних» нафтопродуктів, таких, як мазут, знижується в Туркменістані в середньому на 30 % на рік, а вихід дизельного палива і бензинів, навпаки, збільшується приблизно такими ж темпами. Зростання для марки А-95 становить понад 60 % на рік, а для мастильних масел — понад 800 %. З 2002 року високооктановий туркменський бензин почав надходити на російський ринок.
Завдяки реконструкції НПЗ в Туркменбаші (колишній Красноводськ) вартістю понад $1 млрд підвищилася якість продуктів переробки нафти. Після першого етапу реконструкції, завершеного в 2002 році, ТНПЗ забезпечує глибину переробки нафти 85 % проти колишніх 64 %. Німецька фірма Tecknip будує установку гідроочищення дизпалива, робота якої дозволить знизити вміст сірки в ньому в 150 разів — з 0,15 до 0,001 %. Проєкт Tecknip означає початок другого етапу реконструкції ТНПЗ, однією з цілей якого стане збільшення потужності переробки з 6 млн до 10 млн тонн нафти на рік. Інша мета — виробництво «світлих» нафтопродуктів, повністю відповідних стандартам Європейського союзу. Довгострокова експортна стратегія Туркменістану будується на тому, щоб збільшувати обсяг нафти, яка переробляється. У 2020 році він повинен вирости більш ніж на 500 % в порівнянні з рівнем 2003 року і становити 32 млн тонн. Ця нафта буде перероблятися на двох модернізованих заводах і двох нових НПЗ. Відповідно зросте й експорт нафтопродуктів.

## Газова промисловість
Становлення газовидобутку як самостійної галузі почалося в 1966 з введенням в розробку Ачакського родов. газу. Швидке її зростання зумовлене відкриттям і введенням в експлуатацію нових газових і газоконденсатних родов. (Ачакське, Майське, Гугуртлінське, Шатликське Наїпське, Сакарське, Байрам-Алійське, Кірпічлінське та ін.). Це дозволило довести видобуток природного газу в 1986 до 85,0 млрд м³. Наприкінці XX ст. загальний експлуатаційний фонд свердловин — бл. 400. Осн. обсяг нафти видобувається глибинно-насосним способом. Розробка покладів ведеться з підтримкою пластового тиску методом заводнення.
Обсяг видобутку газу в Туркменістані пов'язаний з масштабами експорту. У 1985—1990 рр. тут добували бл. 84 млрд м³ на рік природного газу. Зменшення експорту зумовило стрімке зниження рівня видобутку газу — до 13.2 млрд м³ у 1998 р. У 1999 р. видобуток становив 22,8, у 2000 р. — 47,2, а у 2001 р. — понад 50 млрд м³, у 2002 р. — 53,5 млрд м³ газу, динаміка видобутку позитивна. Зростання зумовлене, г.ч., поновленням поставок газу в Україну і Росію. У 2002—2006 рр. Туркменістан поставить Україні 250 млрд м³ газу (у 2002 р. — 40 млрд м³). Наприкінці 1999 р. Туркменістан почав постачання газу в Росію (у 2000 р. — 20 млрд м³, у 2001 р. — 10 млрд м³). Експорт газу має вирішальне значення для економіки Туркменістану. План експорту газу на 2005 р. — 75 млрд м³, на 2010 р. — до 100 млрд м³. Водночас, ряд експертів оцінюють експортний потенціал Туркменістану у 2005 р. тільки в 48—49 млрд м³. Найбільший виробник газу в країні — державна компанія «Туркменгаз» (Turkmengaz) — 85 % видобутку.
За 1999—2000 рр. приріст запасів за рахунок ГРР становив 67 млрд м³. До початку 2001 р. в країні розроблялося 47 газових родовищ. Понад 85 % газу добувають з родовищ на півдні і сході країни, що експлуатується корпорацією «Туркменгаз». Видобуток газу на західних (переважно нафтових) родовищах здійснює ДК «Туркменнафта». Найбільше газу добувають на родов. Даулетабад — за 2000 р. тут було отримано 29 млрд м³ газу. До 2005 р. видобуток збільшать до 36—38 млрд м³ на рік. Бл. 4 млрд м³ на рік видобувають з родовищ Сейрап і Малай. Компанія Shell збільшує видобуток газу з родов. Малай до 8—10 млрд м³ на рік. Близько 3.5 млрд м³ газу на рік дають родовища в Заунгузьких Каракумах (Наіп, Боврідешик, Північний Балгуї, Кирпічлі і Гутурлі). За останні 10 р. в Т. введено в експлуатацію близько 20 родовищ з сумарними запасами 40 млрд м³. 2001 р. на правобережжі Амудар'ї на родовищі Берекетлі отримано новий притік газу понад 1 млн м³/добу. У 2001 р. на півн.-сх. країни розпочато промислову розробку газового родов. Бяшкизил із запасами близько 100 млрд м³. У Одночасно введений в експлуатацію газопровід «Бяшкизил-Учаджі» (90 км), що з'єднав це родовище з магістраллю «Середня Азія-Центр». На родов. планується щорічно добувати понад 5 млрд м³ газу. З освоєнням ряду нових родовищ по газопроводу «Бяшкизил-Учаджі» буде щорічно подаватися на експорт близько 15 млрд м³ газу. Восени 2001 р. завершено буріння першої групи експлуатаційних свердловин на родовищі Елгуї, запаси якого становлять 49 млрд м³ газу. Багато родов. перейшли в стадію зниження видобутку. У 2005 р. видобуток газу на нині діючих родов. становитиме 53—54 млрд м³. Будуть введені в експлуатацію нові родов. з сумарним об'ємом видобутку понад 17 млрд м³ газу.
Одним з пріоритетних напрямів в розвитку паливно-енергетичного комплексу Туркменістану останнім часом стає виробництво зрідженого газу (у 2001 р. 111,2 тис. т, у 2002 р. — 196 тис. т). Туркменістан планує збільшити виробництво і експорт зрідженого нафтового газу (ЗНГ). З 1998 р. в Заунгузьких Каракумах діє Наїпський промисловий комплекс потужністю 15 тис. т ЗНГ на рік. У 2003 р. в Туркменістані зріджений газ виробляють на трьох заводах. В Наїпі побудовано новий завод з виробництва ЗНГ. Технологія є ноу-гау канадської компанії «Термодізайн інжінірінг» і вважається найефективнішою у світі. Комплекс розрахований на щодобову переробку 9 млн м³ газу, який буде подаватися сюди з Наїпського, Беурдешикського, Керпічлінського і Балкуїнського родовищ. Потужність заводу — 65 тис. тонн зрідженого газу. Туркменський ЗНГ експортується у Велику Британію, Німеччину, Іран, Афганістан, ОАЕ і інші країни (основні споживачі — Іран і Афганістан). Японські компанії виявили зацікавленість у будівництві на території республіки 20 комплексів зрідження газу [Нафтогазова Вертикаль].
Масштабне введення в розробку морських газових родовищ Т. очікується після 2005 р. Освоєння газових морських об'єктів стримується через відсутність транспортних коридорів.
За даними Кабінету міністрів Туркменістану в 2010 р. річний видобуток газу в республіці становитиме 120 млрд м³, що в три рази більше, ніж в 1998 р.
Разом з тим, на розвиток нафтогазової галузі країни в 2001—2010 рр. необхідно US$25 млрд, включаючи US$7 млрд на нове обладнання. Здійснюється програма надання ліцензій на ГРР і видобування вуглеводнів, розрахована до 2010 р., яка включає 32 об'єкти на туркменському шельфі Каспійського моря і 15 на суші.
Виконується велика програма модернізації газотранспортних потужностей Туркменістану. Консорціум, в який увійшли ЗАТ «Укргазпромбуд» (Україна) і компанія Caspro Pipeline Service AG (Ліхтенштейн), проєктує і будує «під ключ» систему газопроводів Довлетабат-Дерялик через колектор Дерялик, що на півночі Туркменістану.
Туркменістан планує в 2004 р. видобути 74 млрд м³ газу (з яких 58 млрд м³ піде на експорт). Основними покупцями туркменського газу в 2004 р. стануть державні підприємства України (36 млрд м³) та Ірану (7 млрд м³), а також компанії «Ітера» (10 млрд м³) і «Газпром» (5 млрд м³). Очікується, що протягом 2004 року будуть відкриті нові газові родовища в районі Теджена, Південної Іолотані, Шатлика, Південного Серахса, буде побудовано 120 км нових газопроводів.

## Вугільна галузь
Видобуток вугілля здійснюється кар'єрами на Туаркирському родовищі окисненого вугілля. Пласти потужністю 0,4—1,7 м. Зольність 22—30 %, вихід гумінових кислот 30—98 %. На базі цього вугілля одержують мінеральні добрива. Річний видобуток 2 тис. тонн (2001).

## Гірничохімічна промисловість
Гірничохімічна промисловість — одна з провідних галузей господарства країни і базується на родовищах гідромінеральної сировини, промислових вод, сірки, кам'яної солі і інших корисних копалин. Ведеться видобуток глибинних високомінералізованих йодобромних вод в Прикаспійській западині. З глибини 800—1800 м вилучаються розсоли, які трубопроводами перекачуються до промислових технологічних установок хімічних заводів. Вилучення йоду та брому проводиться методом сорбції. Промислова продукція — бромисте залізо, йод технічний, йодистий калій, йодоформ, тетрабромдифенілпропан. Кам'яна сіль видобувають, головним чином, на Куулінському родовищі. Розробка ведеться відкритим способом.
З родовищ затоки Кара-Богаз-Гол видобувають сульфат натрію. Крім того, добувають епсоміт, бішофіт, глауберову сіль (одне з найбільших підприємств у 2001 р. — ВО «Карабогазсульфат»). Видобуток сірки ведеться на Гаурдакському родовищі кар'єрами. Переробка рудної маси — автоклавним методом, збагачення — флотацією. У 70-х рр. 20 ст. в невеликих обсягах розпочата підземна виплавка сірки.

## Нерудна індустріальна сировина
Бентоніти добувають на Огланлінському родовищі з 1934 відкритим способом із застосуванням буропідривних робіт. У 1999 р. на цьому родовищі введено в експлуатацію завод по виробництву бентонітового порошку (50 тис. т/рік). Видобуток гіпсу ведеться з Красноводського родовища і з відвалів кар'єрів Гаурдакського сірчаного родовища. З 1994 р. відновлено видобуток кварцових пісків на Бахарденському родов., ведеться його розробка на Аннаутському та Бабадурмазькому родовищах.

## Видобуток нерудних будівельних матеріалів
Видобуток нерудних будівельних матеріалів в Туркменістані займає 2-е місце в структурі гірничодобувних галузей промисловості після паливно-енергетичних ресурсів. Сумарне виробництво будівельних матеріалів досягало наприкінці XX ст. 10 млн м3. Усі родовища експлуатуються відкритим способом із застосуванням буропідривних робіт, за винятком облицювального і стінового каменю, видобуток яких здійснюється каменерізними машинами. На кар'єрах використовуються також екскаватори, автосамоскиди, бурові верстати.
Міністерством будівельних матеріалів Туркменістану у 2000 р. прийняте рішення по реконструкції Бюзмеїнського заводу будівельних матеріалів. Завод виготовляє широкий асортимент продукції: шифер, керамзит, кам'яні вироби, має декілька розвіданих родовищ каменю і пісковику. Завод приступив до розробки Геоктепінського родовища облицювальних вапняків.
Мінеральні води добувають в республіці для лікувальних і курортно-санаторних цілей.

## Наукові установи. Підготовка кадрів. Періодична преса
Дослідження в галузі геології і гірничої справи в Туркменістані ведуть:
- Інститут геології АН Туркменістану (заснований в 1981, м. Ашгабат),
- Туркменський науково-дослідний геологорозвідувальний інститут (заснований у 1941, м. Ашгабат),
- Туркменський науково-дослідний і проєктний інститут нафтової промисловості (заснований в 1970, Небіт-Даг),
- Інститут сейсмології АН Туркменістану (заснований в 1978, Ашгабат) та ін.

Фахівців у галузі геології і гірничої справи готують: Туркменський політехнічний інститут, інші вузи та технікуми. Труди в галузі геології та гірничих наук видаються в журналах: «Вісті АН Туркменістану» (з 1960) і «Проблеми освоєння пустель» (з 1967).